# Tintipán
Tintipán is een Colombiaans eiland behorend bij de San Bernardoarchipel gelegen in de Caraïbische Zee zo'n vijftig kilometer ten zuidwesten van Cartagena de Indias. Het eiland is het grootste van de San Bernardo-eilanden en behoort administratief tot het Colombiaanse departement Sucre.
Tintipán bevat veel moerassen en zoetwatermeertjes die zandvliegen en muggen aantrekken. Ook vormt dit ecosysteem een broedplaats voor vogels. De vegetatie van het eiland wordt bepaald door mangrovebomen, wat het eiland te voet doorkruisen onmogelijk maakt.
Op het eiland wonen zeer weinig mensen. Zij leven van de visvangst en het beheer van een ecohotel. Wel biedt het eiland een uitwijkmogelijkheid voor het veel kleinere (ongeveer 1,2 hectare) Santa Cruz del Islote, het dichtstbevolkte eiland ter wereld. Zo herbergt Tintipán de begraafplaatsen en voetbalvelden voor de inwoners van Santa Cruz.

## Afbeeldingen

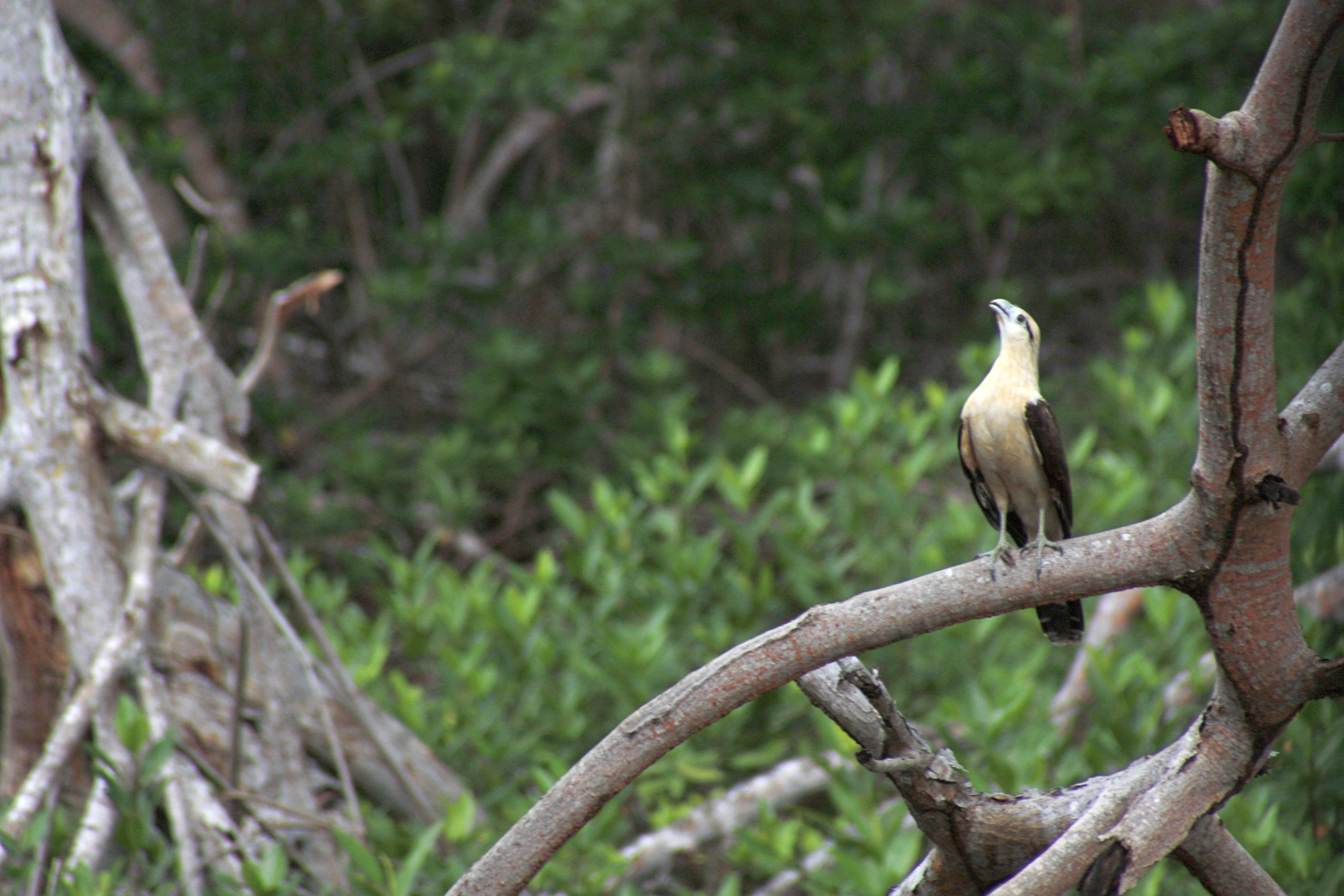
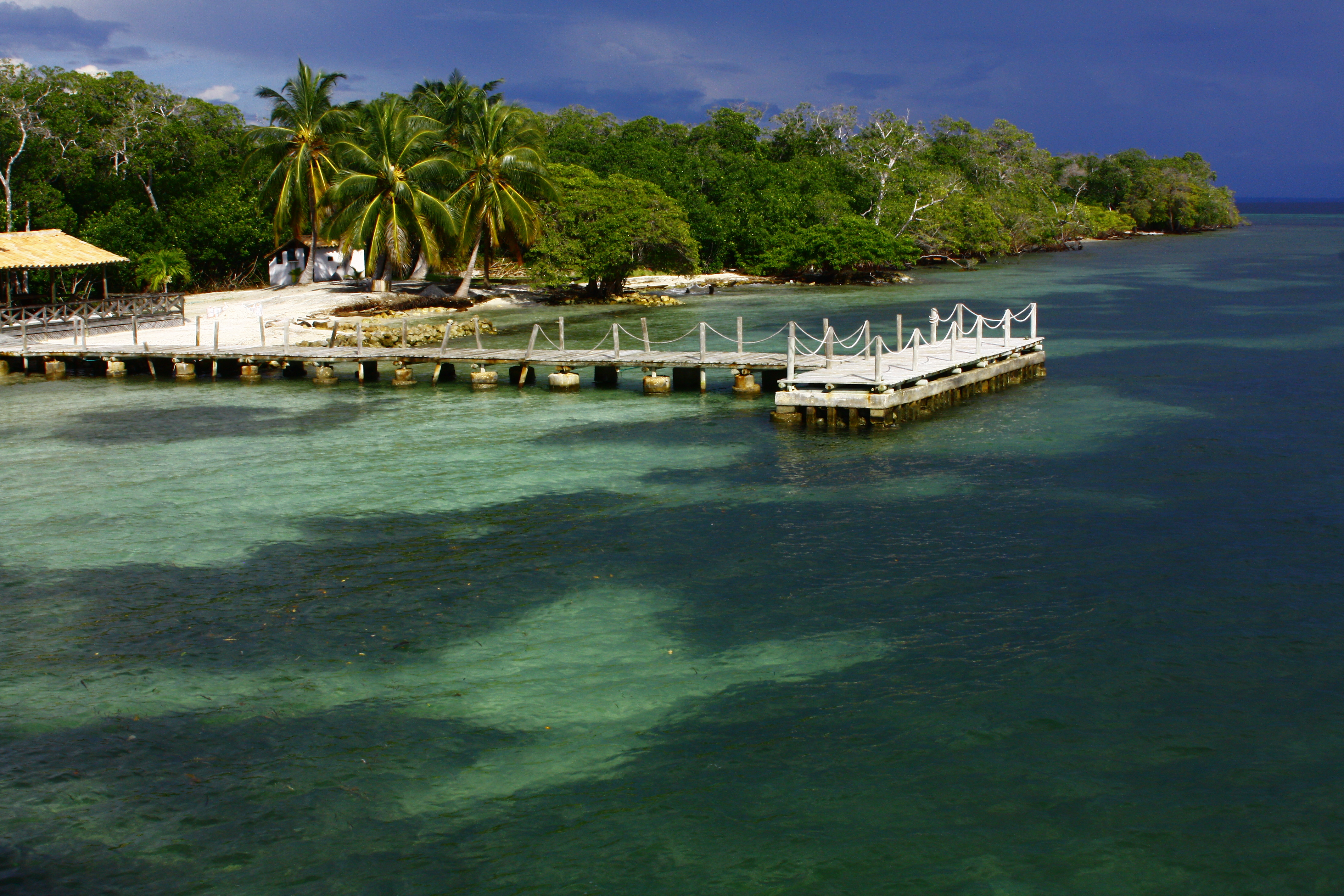
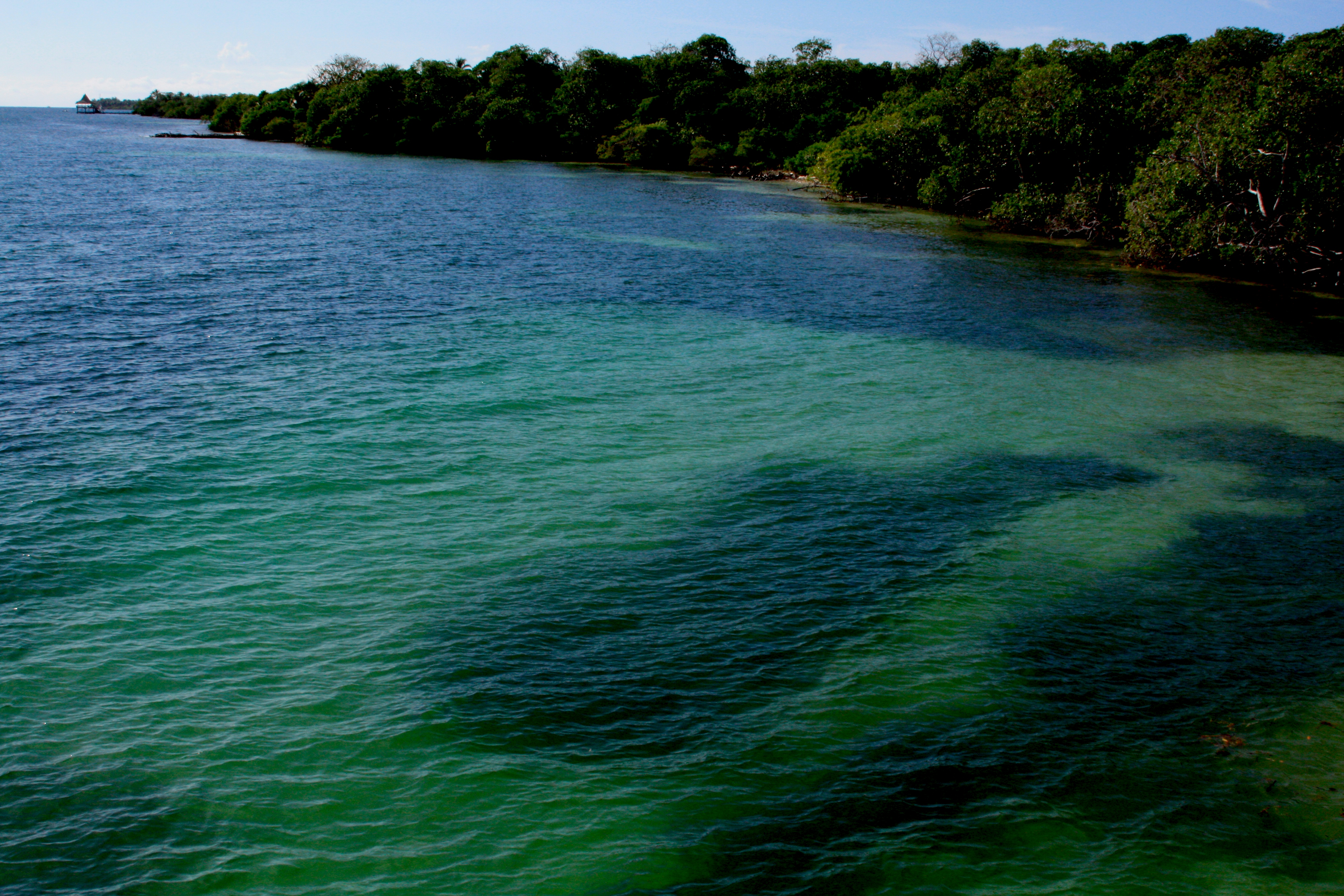
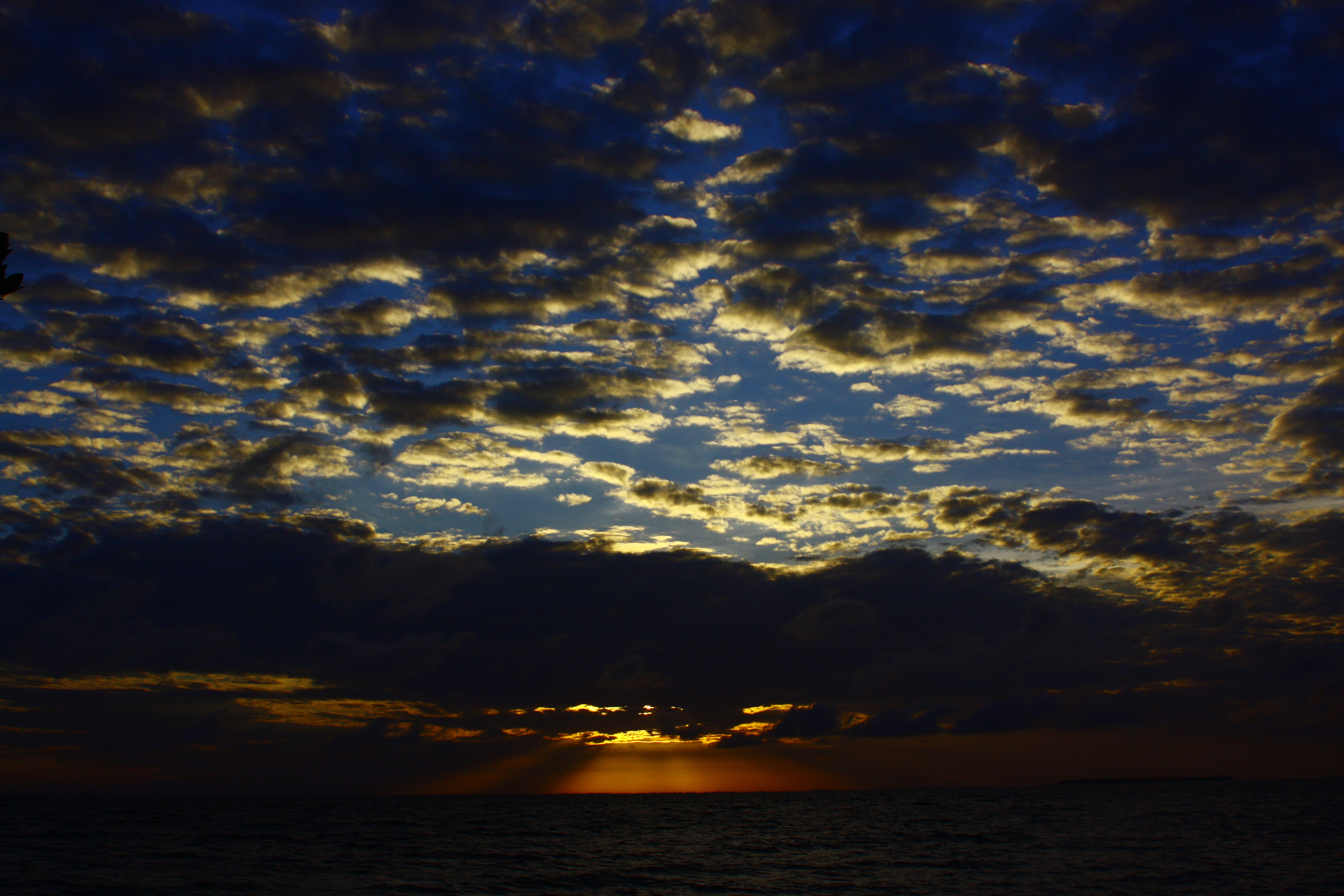